# Lac Guers
Der Lac Guers ist ein See in der kanadischen Provinz Québec.

## Lage
Der Lac Guers befindet sich in Nunavik, das Teil von Nord-du-Québec ist. Der See liegt im Norden der Labrador-Halbinsel südlich der Ungava Bay. Er befindet sich im Bereich des Kanadischen Schildes auf einer Höhe von 241 m. Der 46 km² große See ist von einer baumlosen Tundra-Landschaft umgeben. Das Wasser des südlich benachbarten Lac La Moinerie fließt dem Lac Guers zu. Der Rivière Danguy entwässert den Lac Guers in westlicher Richtung zum Lac Saffray, der vom Rivière Marralik durchflossen wird. 

## Etymologie
Der See wurde nach Jean-Baptiste de Guers benannt.